# Urugwajski Uniwersytet Katolicki
Urugwajski Uniwersytet Katolicki (hiszp. Universidad Católica del Uruguay) – katolicka prywatna uczelnia z siedzibą w Montevideo.
Uniwersytet został założony w 1985 roku na bazie katolickich instytucji edukacyjnych. Ich historia sięga roku 
1876, w którym arcybiskup Montevideo Mariano Soler, założył Liceum Studiów Uniwersyteckich. Szkoła ta, w 1878 roku uzyskała status Wolnego Uniwersytetu i działała w tej formie do roku 1886. Kolejna próba zorganizowania uczelni katolickiej w Urugwaju miała miejsce w latach 50. XX wieku. W 1954 roku utworzony został Instytut Filozofii, który stopniowo się rozwijał i poszerzał działalność o inne gałęzie wiedzy. W 1967 roku został przemianowany na Instytut Filozofii, Nauk Ścisłych i Literatury. W 1979 roku uczelnia została powierzona zakonowi Jezuitów, którzy ponowili starania o przekształcenie jej w uniwersytet, osiągając to w 1985 roku. Patronem Katolickiego Uniwersytetu Urugwaju  został Dámaso Antonio Larrañaga.
W skład uczelni wchodzą następujące jednostki organizacyjne:
- Wydział Nauk o Biznesie
- Wydział Stomatologii
- Wydział Inżynierii i Technologii
- Wydział Nauk Humanistycznych
- Wydział Prawa
- Wydział Pielęgniarstwa i Technologii Medycznych
- Wydział Psychologii
- Instytut Zarządzania
- Instytut Historii
- Instytut Konkurencyjności
- Instytut Relacji Pracowniczych